# Михаил Лотман
Михаил Юриевич Лотман (на руски: Михаи́л Ю́рьевич Ло́тман) е естонски филолог и политик, професор в Талинския университет и старши изследовател в Тартуския университет.

## Биография
Роден е на 2 септември 1952 г. в Ленинград в семейството на литературоведите Юрий Лотман и Зара Минц. Завършва руска филология в Тартуския университет (1969–1976). През 2000 г. защитава докторска степен по семиотика отново там.
Изследователските интереси на Михаил Лотман обхващат общата семиотика, културната семиотика и историята на руската литература. През 1988–1994 г. е член на управителния съвет на Руското културно дружество в Естония. Той е професор по семиотика и литературознание в Талинския университет, член е на изследователската група по семиотика в Тартуския университет.
През 2010 г. подкрепя романа на Софи Оксанен „Чистка“.
На 2 февруари 2001 г. е награден с Ордена на Бялата звезда.
В късните си години активно се занимава с политика. През 2003 г. става член на консервативната католическа партия Res Publica.
Депутат е в X и XI Рийгиког (естонския парламент) (2004 – 2007; от 3 април 2019).
На изборите за Рийгиког през 2007 г. той получава 559 гласа, които се оказват недостатъчни, за да бъде избран. Явява се и на изборите за Рийгиког през 2011 г. в Тарту и получава 760 гласа, но отново не е избран.
От 30 юни 2011 г. до 29 октомври 2013 г. изпълнява длъжността председател на градския съвет на Тарту.
Кандидат е и за депутат в Европейския парламент през 2014 г.
Женен е за естонската историчка Пирет Лотман (р. 1950). Баща е на Мария-Кристина Лотман (р. 1974), класическа филоложка и преводачка (превела на естонски „Дванадесетте цезари“ на Светоний и „Заговорът на Катилина“ на Салустий), и на Ребека Лотман (р. 1978), която от 2014 г. е главен редактор на издателството на университета в Талин.